# جاسون ديميتريو
جاسون ديميتريو (باليونانية: Τζέισον Δημητρίου)‏ (18 نوفمبر 1987 بلندن في المملكة المتحدة - ) هو لاعب كرة قدم قبرصي في مركز الوسط. شارك مع منتخب قبرص لكرة القدم. أما مع النوادي، فقد لعب مع أنورثوسيس فاماغوستا ونادي أيك لارنكا ونادي والسول ونادي ليتون أورينت.

## مسيرته الكروية
لعب جاسون ديميتريو خلال مسيرته الاحترافية مع 5 أندية في خمسة عشر موسمًا وسجل خلالها 31 هدفًا ضمن 413 مباراة. ولم يفز بأي موسم بالكأس أو بالدوري.
خاض جاسون ديميتريو مسيرته مع نادي ليتون أورينت في موسم 2005–06 ليلعب معه خمسة مواسم، مشاركًا في 142 مباراة سجل خلالها 10 أهداف. ثم انتقل إلى نادي أيك لارنكا في موسم 2010–11 واستمر معه طيلة ثلاثة مواسم، حيث شارك في 57 مباراة سجل خلالها 4 أهداف. لينتقل بعدها إلى نادي أنورثوسيس فاماغوستا في موسم 2013–14 ولمدة موسمين، مشاركًا في 44 مباراة سجل خلالها هدفًا واحدًا. ثم انتقل إلى نادي والسول في موسم 2015–16 لمدة موسم واحد، مشاركًا في 43 مباراة سجل خلالها 3 أهداف. هذا وانتقل لاحقًا إلى نادي ساوثيند يونايتد في موسم 2016–17 ليلعب معه أربعة مواسم، مشاركًا في 127 مباراة سجل خلالها 13 هدفًا.

## وصلات خارجية
- جاسون ديميتريو على موقع الاتحاد الأوربي (الإنجليزية)
- جاسون ديميتريو على موقع قاعدة بيانات كرة القدم.إي يو (الإنجليزية)
- جاسون ديميتريو على موقع ناشيونال فوتبول تيمز (الإنجليزية)
- جاسون ديميتريو على موقع Soccerbase.com (لاعب) (الإنجليزية)
- جاسون ديميتريو على موقع Soccerway.com (الإنجليزية)
- جاسون ديميتريو على موقع عالم كرة القدم.نت (الإنجليزية)